# Jarsy
 Jarsy  es una población y comuna francesa, en la región de Auvernia-Ródano-Alpes, departamento de Saboya, en el distrito de Chambéry y cantón de Le Châtelard.

## Demografía
| 247 | 208 | 196 | 166 | 172 | 247 |
| Para los censos de 1962 a 1999 la población legal corresponde a la población sin duplicidades (Fuente: INSEE [Consultar]) |     |     |     |     |     |